# Marcus Tarquitius Priscus
Marcus Tarquitius Priscus war ein im 1. Jahrhundert n. Chr. lebender römischer Politiker.
Priscus war um 52/53 Legatus des Statthalters in der Provinz Africa, Titus Statilius Taurus. Durch die Annales (XII, 59) von Tacitus ist belegt, dass Priscus nach der Rückkehr aus Africa aufgrund von Intrigen Agrippinas einen Prozess gegen Taurus anstrengte, dafür aber nach dessen Selbstmord aus der Kurie verstoßen wurde.
Er wurde aber nach einiger Zeit begnadigt, denn durch Münzen ist belegt, dass Priscus während der Regierungszeit von Nero (54–68) Statthalter (Proconsul) in der Provinz Bithynia et Pontus war; er amtierte wahrscheinlich um 59/60 (bzw. vor 61) in der Provinz. Durch die Annales (XIV, 46, 1) ist außerdem belegt, dass er im Jahr 61 durch die Bithynier wegen Erpressung angeklagt und verurteilt wurde.